# Branislav Jakubec
Pour les articles homonymes, voir Jakubec.
Branislav Jakubec est un curleur handisport slovaque, né le 6 novembre 1967 dans le District de Myjava.
Il participe à l'équipe paralympique slovaque lors des Jeux paralympiques de 2014 à Sotchi et où l'équipe termine en sixième position.